# کراسنایا گورکا (استان آمور)
کراسنایا گورکا (به لاتین: Krasnaya Gorka) یک منطقهٔ مسکونی در روسیه است که در استان آمور واقع شده‌است.